# Dringenbergska liberiet

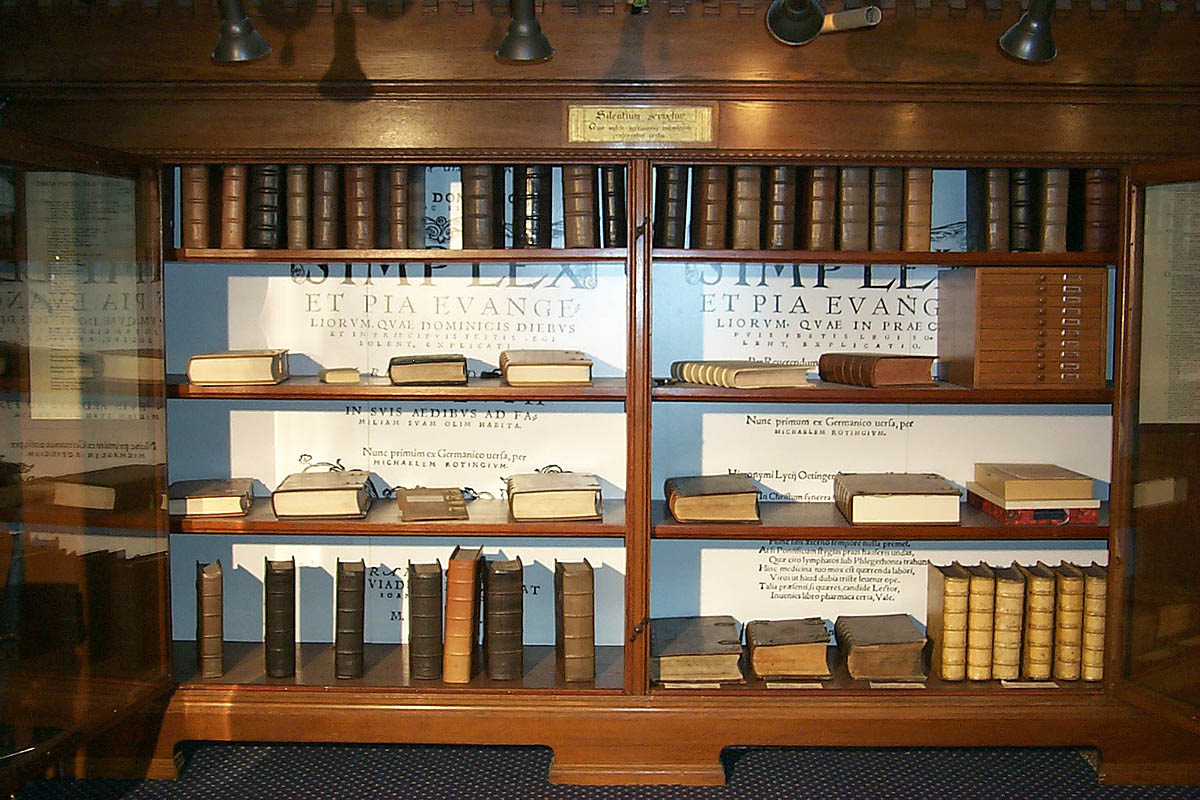
Dringenbergska liberiet i S:t Petri kyrkas sakristia.

Dringenbergska liberiet  var ett bibliotek tillhörigt S:t Petri kyrka i Malmö med böcker från medeltid och 1500-tal. Rester efter biblioteket finns nu förvarat i restaurerat skick på Malmö Stadsarkiv
Från 1553 vet man att Dringenbergska kapellet i Malmö S:t Petri kyrka var i bruk som kyrkligt bibliotek. I kapellet fanns då 15 eller 16 gamla korstolar vid vilka böckerna var fastlänkade.  Denna inredning måste vara tillkommen sedan reformatorerna tagit över S:t Petri år 1529. Kapellet har nämligen inte varit avsett till bibliotek när det byggdes under andra hälften av 1400-talet. Fram till i varje fall 1517 fanns nämligen biblioteket inrymt i en tvåvåningsbyggnad norr om kyrkogården. 

## Årtal i bibliotekets historia

### Biblioteket förvaras i S:t Petri kyrka

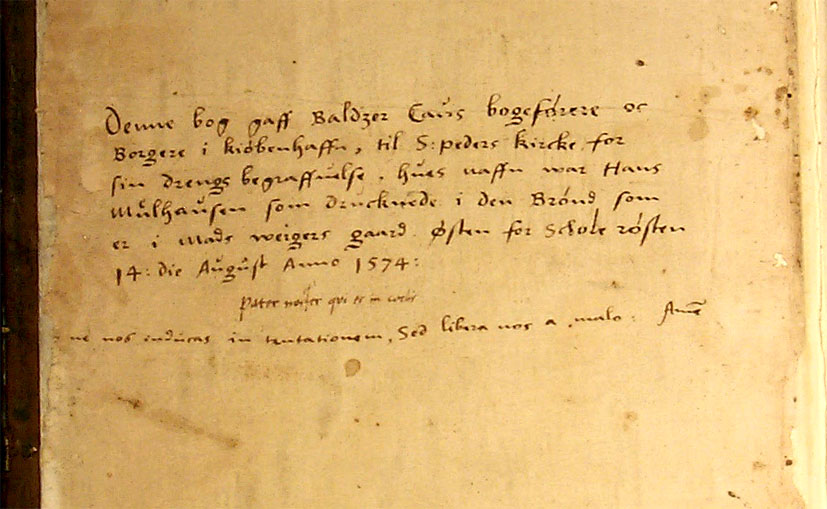
Handskrift från 1574 i en av bibliotekets böcker.

1553 påhängdes kedjor på böckerna i Dringebergska kapellet. Bl.a. omtalas: ”Hans Kleinsmedtt for 27 lencker att legge bögerne utti, stöckitt 5 sk – 8 m.7 sk.” Antalet böcker bestod alltså av minst 27 stycken.
1574 Bokhandlaren Baltzer Kaus från Köpenhamn skänker en bok till Dringenbergska liberiet som tack för sin drängs begravning. Enligt en notis i boken hade drängen drunknat i en brunn på Mads Weigers gård invid den gamla Latinskolan på hörnet Själbodgatan - Mäster Olsgatan. 
1576 I en av böckerna i Dringenbergska liberiet infördes följande text: ”Herr Lauritz Olsen, som gick bort ur de levandes antal den 11 januari 1576, skänkte i sitt testamente Malmö kyrka denna bok till fromt minne. År 1575 den 13 december dog herr Claus Mortensen mätt av ålder. På kort tid försvunno dessa tvenne ljus, men deras ande nå stjärnorna.” 
1585-1587 En bok inskaffas och i samband härmed omtalas det första omnämnandet av namnet Dringenbergska liberiet: ”bibliothecam Dringebergianam”. 
1638 Från detta år känner vi S:t Petri kyrkas äldsta bevarade inventarieförteckning.  Här står bl.a. om Dringenbergska kapellet: ”51 bøger in folio, som ligger udj lencker j kirckenis liberie, huor aff mester Jørgen Braade haffuer lanndt fire” samt ”12 gamble munckebøger, staar løse for sig selff udi it skab”. 
1677 I en inventarieförteckning över S:t Petri kyrka omtalas ”böger in folio som ligger i läncker udi liberiet” samt ”gamle Munckeböcker står löse udi et skab”. 
1723 I en inventarieförteckning över S:t Petri omtalas ”47 st. så kallade Munckeböcker, dels lösa, dels i länke i Ringelbergs Capell”. 
1759 I en inventarieförteckning över S:t Petri omtalas ”41 st. så kallade Munckeböcker i Ringelbergs Capellet dels lösa, dels med järnlänckar fastslagne.” 

### Biblioteket flyttar hem till en privatperson
1779 Kyrkoherde Munthe ser sig tvingad att ta hem kyrkans bibliotek till sig själv för att det inte ska förfaras. Här finns de till hans död år 1790. 
1790 S:t Petris nya orgelverk ställs provisoriskt in i Dringenbergska kapellet men måste flyttas ”emedan thet för Regn och Snö ther icke kunde ligga”. 
1791 Kyrkans bibliotek finns nu hemma hos Doctor Bring: ”1 st hylla hos Doctor Bring till 41 st. munckeböckers förwarande”. Samma år säljs de gamla munkstolarna i Dringenbergska kapellet på auktion. 

### Biblioteket flyttar in i den medeltida sakristian
1792 Dringenbergska kapellet vid Sankt Petri kyrka rivs. De gamla biblioteket flyttar snart från doktor Brings hus in i Sankt Petri kyrkas sakristia, en 1400-talsbyggnad vilken låg direkt öster om det södra tvärskeppet. 
1812 inventeras bokbeståndet i S:t Petri kyrka: ”Fyratio En stycken gamla böcker, eller strödda band af Kyrkofädernas och Lutheri skrifter. Desse äro i förra årens Inventarium nämnde för Munckeböcker”. 
1842 Johan Otto Friberg beskriver Dringenbergska liberiet: På en hylla står här (dvs. sakristian i S:t Petri) den förmultnade qvarlefwan af det så kallade Dringelbergska libreriet.” 
1850 Sakristian i Sankt Petri kyrka rivs och byggnadskommittén och Carl Georg Brunius vill att böckerna ska föras till Lunds universitetsbibliotek. Av detta blir intet eftersom församlingen motsätter sig förslaget. 
1865 Nils Månsson Mandelgren gör ett försök att rädda biblioteket genom att föreslå att det förs över till Malmö museum som är inrättat i Malmö Latinskola, beläget på Västergatan – Frans Suellsgatan. 

### Biblioteket flyttar till Malmö Latinskola
1870 De gamla böckerna från S:t Petri överlämnas till Malmö Latinskola. 
1878 S:t Petris bibliotek flyttar med till Malmö Latinskolas nya byggnader vid Amiralsgatan. 
1911 S:t Petri kyrkoråd bestämmer att ”Dringelbergs Libreri överflyttas från allm. läroverkets bibliothek till Malmö Museum att där för kyrkans räkning tillsvidare förvaras.” 
1975 Sven Rosborn besiktigar böckerna som ligger i pappkartonger på vindsloftet på Malmö Stadsbiblioteks gamla byggnad. Böckerna är i svårt förfall. Han slår larm om missförhållandena.

### Biblioteket kommer tillbaka till S:t Petri kyrka
1980-talet    Böckerna konserveras på Landsarkivet i Lund och ett skåp i sakristian i S:t Petri inreds till bibliotekskåp.